# Litoria spinifera
Litoria spinifera es una especie de anfibio anuro del género Litoria, de la familia Hylidae.

## Distribución geográfica
Es originaria de Papúa Nueva Guinea.